# محمدحسین میمندی‌نژاد
محمّدحسین میمندی‌نژاد متولد سال ۱۲۸۹ خورشیدی و درگذشته ۱۳۷۱ و نویسنده است.

## زندگی
محمدحسین میمندی‌نژاد فرزند آقا فرج‌الله معلم و کبری است. پدر و مادرش مجموعه‌ای شعر منتشر کرده‌اند.
تحصیلات ابتدایی و دوره اول متوسطه خود را در کرمان به پایان رساند. در سال ۱۳۰۵ شمسی برای ادامه تحصیل راهی تهران شد و به دانشکده کشاورزی کرج، که در آن زمان دانشکده فلاحت نامیده می‌شد، راه یافت. پس از اتمام تحصیلات خود در رشته مهندسی کشاورزی در دانشگاه تهران، با هزینه دولت برای تکمیل تحصیلات به فرانسه رفت. دوران تحصیلی وی در آن کشور شش سال طول کشید که به دریافت مدرک دکتری در رشته دامپزشکی موفق شد.
وی پس از اتمام تحصیلات به ایران بازگشت و ضمن تدریس در مراکز آموزش عالی از سال ۱۳۱۲ فعالیت خویش را در مطبوعات آغاز نمود. محمدحسین میمندی‌نژاد طی سال‌های ۱۳۲۶ تا ۱۳۲۹ ریاست دانشکده دامپزشکی دانشگاه تهران را به عهده داشت. 
کتاب مقررات و قوانین دامپزشکی ایران در سال ۱۳۲۹ به چاپ رسید. او در این کتاب به قوانین حوزه دامپزشکی و اخلاقیات این رشته پرداخته‌است.
انتشارات دانشگاه تهران در سال ۱۳۸۸ از او به عنوان یکی از صد استادی که در این انتشارات آثاری منتشر کرده‌اند تقدیر کرد.
محمدحسین میمندی نژاد قبل از انقلاب مدیر مسئول مجله رنگین کمان بود که در کتاب مطبوعات عصر پهلوی، کتاب دوم_ به نشر مرکز بررسی اسناد تاریخی وزارت اطلاعات_زمستان ۱۳۷۹ _صفحات ۱ تا ۲۳ مطالبی در آن خصوص جهت مطالعه بیشتر آمده‌است.
محمد حسین میمندی نژاد از محل حقوق چهل سال تدریس در دانشگاه و حق‌التألیف بعضی از آثارش، در سال ۱۳۴۲ شمسی کتابخانه‌ای در کرمان – در ضلع شرقی باغ ملی –تأسیس کرد.
پسر وی، شارمین میمندی نژاد، بنیان‌گذار جمعیت مستقل امداد دانشجویی- مردمی امام علی است.

## آثار

میمندی نژاد در حال دادن جایزه به علی اکبر عبدالرشیدی محصل نمونه دبیرستان پهلوی کرمان در سال ۱۳۴۵.

محمدحسین میمندی نژاد کتابهایی در زمینه‌های ادبی، فلسفی، نمایشی، سیاسی، دامپزشکی نوشته‌است. 

### کتب ادبی

#### کتب درسی دامپزشکی
- راشیتیسم اسفند ۱۳۱۹
- مقررات و قوانین دامپزشکی فروردین ۱۳۲۹
- الکتروکاردیوگرافی مهر ۱۳۳۶
- نشانه‌شناسی دستگاه تنفس و گردش خون
- بیماری‌های درونی دستگاه گردش خون
- بیماری بروسلوز
- بیماری لپتوسپروز
- بیماری سل
- بیماری‌های مشمشه
- بیماری سالمونلوز
- بیماری سیاه زخم
- طب کار

#### کنفرانس‌های پزشکی (ترجمه شده)
- استئومالاسی و استئوفیبروز اردیبهشت ۱۳۲۰
- تشخیص گرفتگی قلب
- تنگ شدن دریچه میترال
- سندرم پرآبی یاخته‌ای

#### کتب فلسفی
- به سوی او (جلد اول) بهمن ۱۳۳۱
- رمز تکامل (جلد دوم بسوی او) فروردین ۱۳۳۴
- شاهکار خلقت (جلد سوم بسوی او) دی ۱۳۳۴
- در آستانه تحول تیر ۱۳۴۰

#### آثار به زبان فرانسه
- ارتوسیفون استامینئوس- مدر کبد و کلیه
- هپاتونفریت حاد در بیماری کاره
- تغییرات ترکیبات خون در تورم حاد کبد و کلیه
- استفاده از روغن ماهی در چشم پزشکی
- تغییر ترکیبات خون در برخی اقسام سرطانهای چشم و مغز و احشاء
- تغییر قند خون در بیماری تورم کلیه
- نژاد گوسفندان ایران